# Bernardo de la Torre
Bernardo de la Torre (auch: della Torres) († 1545 (?)) war ein spanischer Kapitän des 16. Jahrhunderts in der Flotte von Ruy López de Villalobos.
Vermutlich von den Philippinen aus schickte Villalobos 1543 die San Juan unter de la Torres zurück nach Neuspanien. Da die herrschenden Windverhältnisse unbekannt waren, wusste niemand etwas vom Nordostpassat, so scheiterte der Versuch. Dabei wurden aber Teile der nördlichen Marianen (Mikronesien) und der Ogasawara-Inseln entdeckt. 1545 kehrte er zu Flotte zurück. 1544 war da Villalobos gestorben, und Íñigo Ortiz de Retez wurde sein Nachfolger. Als die San Juan zurückkam, übernahm er auch das Schiff. Er fuhr Richtung Süden, wo er Teile von Neuguinea bis zur Ninigogruppe (Melanesien) entdeckte.